# テレトピア
株式会社テレトピア （TELTOPIA Corporation）とは、山口県下関市に本社を置く携帯電話・PHS販売代理店事業・モバイルFAX等のコンテンツ事業・インターネットカフェ事業を主な業務とする企業である。

## 沿革
- 1997年7月 テレトピア安岡店開業。
- 1998年4月 テレトピア安岡店を法人化し、有限会社テレトピア設立。
- 1998年11月 新日本移動通信株式会社設立。
- 1999年12月 株式会社テレトピアに組織変更。
- 2000年1月 一般第二種電気通信事業者の免許を取得。
- 2003年2月20日 山口県より中小企業の新たな事業活動の促進に関する法律に基づく中小企業経営革新計画の承認を受ける。
- 2003年3月 有限会社テレトピアサービス設立。
- 2003年4月 有限会社スラッシュ21設立。
- 2005年5月 日本通信商事株式会社設立。
- 2007年5月31日 山口県より中小企業の新たな事業活動の促進に関する法律に基づく中小企業経営革新計画の2回目の承認を受ける。
- 2007年6月1日 山口県より「事業可能性評価Aランク」の承認を受ける。

- 2008年4月1日 東京オフィスを開設

## 主な事業
- 携帯電話販売事業
  - 「ソフトバンクショップ」 6店舗（新下関・下関山の田・ゆめタウン宇部・ロックタウン小郡・新山口・中広）
  - 「auショップ」 3店舗（串戸・宮内・大竹市役所前）
  - 「携帯電話全メーカーショップ」 10店舗（山口県・広島県・岡山県・島根県のゆめタウン店内）

- コンテンツ事業
  - 「モバイルFAXサービス」 - 携帯電話でFAXが受信できる。
  - 「スパムメール駆除サービス」
  - 「動画配信ホームページサービス」
- インターネットカフェ事業
  - 「スペースクリエイト自遊空間」 2店舗（広島本通店・宇部店）

## 関連会社
- 新日本移動通信株式会社（広島県廿日市市）
- 日本通信商事株式会社（山口県下関市）
- 有限会社スラッシュ21（広島県広島市東区）
- 有限会社テレトピアサービス（山口県宇部市）